# 吳武陵
吳武陵（8世纪?—835年），本名侃。信州（今江西上饶）人。唐朝官员。
吴缅之子。生年不詳。元和二年（807年）進士，授官翰林学士。元和三年，因得罪权贵李吉甫流放永州。在永州和柳宗元友好。元和七年遇赦北還。淮西吴少阳聞其名，打算網羅他，請鄭平出面邀為賓友，對此武陵不做任何回應。后来吴少阳之子吴元济反叛，吴武陵則遣书斥责。长庆初年（821年），主持北边盐务。宝历元年（825年）为桂管观察使李渤副使，二年春，奉李渤之命出使番禺。大和初年（828年），入京为太學博士。礼部侍郎崔郾在东都主持考試，吴武陵力荐杜牧，并出示《阿房宫赋》。大和中，出京任韶州（今广东韶关）刺史。大和八年，遭构陷，以“贓罪狼藉”贬为潘州（今广东茂名高州）司户参军。不久鬱憤卒。有书一卷，诗一卷，《十三代史驳议》十二卷。有子吴汝纳。